# 2009-es fedett pályás atlétikai Európa-bajnokság
A 2009-es fedett pályás atlétikai Európa-bajnokságot Torinóban, Olaszországban rendezték március 6. és március 8. között. Ez volt a 30. fedett pályás atlétikai Eb. A férfiaknál és a nőknél is 13–13 versenyszám volt.

## A magyar sportolók eredményei
Magyarország az Európa-bajnokságon 7 sportolóval képviseltette magát.

## Éremtáblázat
(A táblázatban a rendező nemzet eltérő háttérszínnel kiemelve.)
| Helyezés | Nemzet           | Arany | Ezüst | Bronz | Összesen |
| 1.       | Oroszország      | 10    | 4     | 4     | 18       |
| 2.       | Németország      | 3     | 3     | 4     | 10       |
| 3.       | Franciaország    | 2     | 2     | 2     | 6        |
| 3.       | Olaszország      | 2     | 2     | 2     | 6        |
| 5.       | Nagy-Britannia   | 2     | 2     | 0     | 4        |
| 6.       | Észtország       | 2     | 0     | 0     | 2        |
| 7.       | Portugália       | 1     | 0     | 1     | 2        |
| 8.       | Lengyelország    | 1     | 0     | 2     | 3        |
| 9.       | Svédország       | 1     | 0     | 1     | 2        |
| 10.      | Belgium          | 1     | 0     | 0     | 1        |
| 10.      | Törökország      | 1     | 0     | 0     | 1        |
| 12.      | Spanyolország    | 0     | 4     | 1     | 5        |
| 13.      | Ukrajna          | 0     | 3     | 0     | 3        |
| 14.      | Hollandia        | 0     | 2     | 0     | 2        |
| 15.      | Csehország       | 0     | 1     | 2     | 3        |
| 16.      | Szlovénia        | 0     | 1     | 1     | 2        |
| 17.      | Ciprus           | 0     | 1     | 0     | 1        |
| 17.      | Norvégia         | 0     | 1     | 0     | 1        |
| 19.      | Románia          | 0     | 0     | 2     | 2        |
| 19.      | Írország         | 0     | 0     | 2     | 2        |
| 21.      | Fehéroroszország | 0     | 0     | 1     | 1        |
| 21.      | Szlovákia        | 0     | 0     | 1     | 1        |

## Érmesek
- WR – világrekord
- CR – Európa-bajnoki rekord
- AR – kontinens rekord
- NR – országos rekord
- PB – egyéni rekord
- WL – az adott évben aktuálisan a világ legjobb eredménye
- SB – az adott évben aktuálisan az egyéni legjobb eredmény

### Férfi
| Versenyszám     | Arany                                                                            | Arany               | Ezüst                                                                      | Ezüst           | Bronz                                                                                | Bronz        |
| --------------- | -------------------------------------------------------------------------------- | ------------------- | -------------------------------------------------------------------------- | --------------- | ------------------------------------------------------------------------------------ | ------------ |
| 60 m            | Dwain Chambers · Nagy-Britannia                                                  | 6,46                | Fabio Cerutti · Olaszország                                                | 6,56            | Emanuele di Gregorio · Olaszország                                                   | 6,56 PB      |
| 400 m           | Johan Wissman · Svédország                                                       | 45,89 WL PB         | Claudio Licciardello · Olaszország                                         | 46,32           | Ioan Vieru · Románia                                                                 | 46,54 SB     |
| 800 m           | Jurij Borzakovszkij · Oroszország                                                | 1:48,55             | Luis Alberto Marco · Spanyolország                                         | 1:49,14         | Mattias Claesson · Svédország                                                        | 1:49,32      |
| 1500 m          | Rui Silva · Portugália                                                           | 3:44,38             | Diego Ruiz · Spanyolország                                                 | 3:44,70         | Yoann Kowal · Franciaország                                                          | 3:44,75      |
| 3000 m          | Mo Farah · Nagy-Britannia                                                        | 7:40,17 CR          | Bouabdellah Tahri · Franciaország                                          | 7:42,14         | Jesús España · Spanyolország                                                         | 7:43,29 SB   |
| 60 m gát        | Ladji Doucouré · Franciaország                                                   | 7,55                | Gregory Sedoc · Hollandia                                                  | 7,55            | Petr Svoboda · Csehország                                                            | 7,61         |
| 4 × 400 m váltó | Olaszország · Jacopo Marin · Matteo Galvan · Domenico Rao · Claudio Licciardello | 3:06,68             | Nagy-Britannia · Richard Buck · Nick Leavey · Nigel Levine · Philip Taylor | 3:07,04         | Lengyelország · Jan Ciepiela · Marcin Marciniszyn · Jarosław Wasiak · Piotr Klimczak | 3:07,04      |
| Magasugrás      | Ivan Uhov · Oroszország                                                          | 2,32                | Kiriákosz Joánnu · Ciprus · Alekszej Dmitrik · Oroszország                 | 2,29            | nem adták ki                                                                         |              |
| Rúdugrás        | Renaud Lavillenie · Franciaország                                                | 581 cm =PB          | Pavel Geraszimov · Oroszország                                             | 576 cm          | Alexander Straub · Németország                                                       | 576 cm       |
| Távolugrás      | Sebastian Bayer · Németország                                                    | 871 cm ER CR NR PB  | Nils Winter · Németország                                                  | 822 cm PB       | Marcin Starzak · Lengyelország                                                       | 818 cm NR PB |
| Hármasugrás     | Fabrizio Donato · Olaszország                                                    | 17,59 m WL CR NR PB | Viktor Jasztrebov · Ukrajna                                                | 17,25 m PB      | Igor Szpaszovhodszkij · Oroszország                                                  | 17,15 m SB   |
| Súlylökés       | Tomasz Majewski · Lengyelország                                                  | 21,02 m             | Yves Niaré · Franciaország                                                 | 20,42 m NR PB   | Ralf Bartels · Németország                                                           | 20,39 m SB   |
| Hétpróba        | Mikk Pahapill · Észtország                                                       | 6362 pont WL PB     | Olekszij Kaszjanov · Ukrajna                                               | 6205 pont NR PB | Roman Šebrle · Csehország                                                            | 6142 pont    |

### Női
| Versenyszám     | Arany                                                                                  | Arany              | Ezüst                                                                 | Ezüst        | Bronz                                                                                      | Bronz         |
| --------------- | -------------------------------------------------------------------------------------- | ------------------ | --------------------------------------------------------------------- | ------------ | ------------------------------------------------------------------------------------------ | ------------- |
| 60 m            | Jevgenyija Poljakova · Oroszország                                                     | 7,18 SB            | Ezinne Okparaebo · Norvégia                                           | 7,21 NR PB   | Verena Sailer · Németország                                                                | 7,22          |
| 400 m           | Antonyina Krivosapka · Oroszország                                                     | 51,18              | Natalija Pihida · Ukrajna                                             | 51,44 PB     | Darja Szafonova · Oroszország                                                              | 51,85 PB      |
| 800 m           | Marija Szavinova · Oroszország                                                         | 1:58,11 WL PB      | Okszana Zbrozsek · Oroszország                                        | 1:59,20 SB   | Elisa Cusma Piccione · Olaszország                                                         | 2:00,23       |
| 1500 m          | Anna Alminova · Oroszország                                                            | 4:07,76            | Natalia Rodríguez · Spanyolország                                     | 4:08,72      | Sonja Roman · Szlovénia                                                                    | 4:11,42       |
| 3000 m          | Alemitu Bekele · Törökország                                                           | 8:46,50 NR PB      | Sara Moreira · Portugália                                             | 8:48,18 PB   | Mary Cullen · Írország                                                                     | 8:48,47       |
| 60 m gát        | Eline Berings · Belgium                                                                | 7,92 NR EL         | Lucie Škrobáková · Csehország                                         | 7,94 NR      | Derval O'Rourke · Írország                                                                 | 7,97 SB       |
| 4 × 400 m váltó | Oroszország · Natalja Antyuh · Darja Szafonova · Jelena Vojnova · Antonyina Krivosapka | 3:29,12            | Nagy-Britannia · Donna Fraser · Kim Wall · Vicki Barr · Marilyn Okoro | 3:30,42      | Fehéroroszország · Alena Kievics · Kacjarina Bobrik · Hanna Taspulatava · Kacjarina Misina | 3:35,03       |
| Magasugrás      | Ariane Friedrich · Németország                                                         | 201 cm             | Ruth Beitia · Spanyolország                                           | 199 cm       | Viktorija Kljugina · Oroszország                                                           | 196 cm        |
| Rúdugrás        | Julija Golubcsikova · Oroszország                                                      | 475 cm =PB         | Silke Spiegelburg · Németország                                       | 475 cm NR PB | Anna Battke · Németország                                                                  | 465 cm PB     |
| Távolugrás      | Ksenija Balta · Észtország                                                             | 687 cm WL NR PB EL | Jelena Szokolova · Oroszország                                        | 684 cm PB    | Olga Kucserenko · Oroszország                                                              | 682 cm        |
| Hármasugrás     | Anasztaszija Taranova-Potapova · Oroszország                                           | 14,68 m WL PB      | Marija Šestak · Szlovénia                                             | 14,60 m SB   | Dana Veldáková · Szlovákia                                                                 | 14,40 m NR PB |
| Súlylökés       | Petra Lammert · Németország                                                            | 19,66 m WL PB      | Denise Hinrichs · Németország                                         | 19,63 m PB   | Anca Heltne · Románia                                                                      | 18,71 m       |
| Ötpróba         | Anna Bogdanova · Oroszország                                                           | 4761 pont          | Jolanda Keizer · Hollandia                                            | 4644 pont PB | Antoinette Nana Djimou Ida · Franciaország                                                 | 4618 pont PB  |